# 弗兰塞
弗兰塞（法語：Fruncé，法語發音：[fʁœ̃se]）是法国厄尔-卢瓦省的一个市镇，属于沙特尔区。

## 地理
弗兰塞（48°24'21"N, 1°13'27"E）面积16.97 平方千米，位于法国中央-卢瓦尔河谷大区厄尔-卢瓦省，该省份为法国北部内陆省份，北起顺时针与厄尔省、伊夫林省、埃松省、卢瓦雷省、卢瓦-谢尔省、萨尔特省和奧恩省接壤。
与弗兰塞接壤的市镇（或旧市镇、城区）包括：许讷、勒蒂约兰、维勒邦、圣但尼德皮、塞尔奈、奥鲁埃尔、圣日耳曼勒加亚尔。

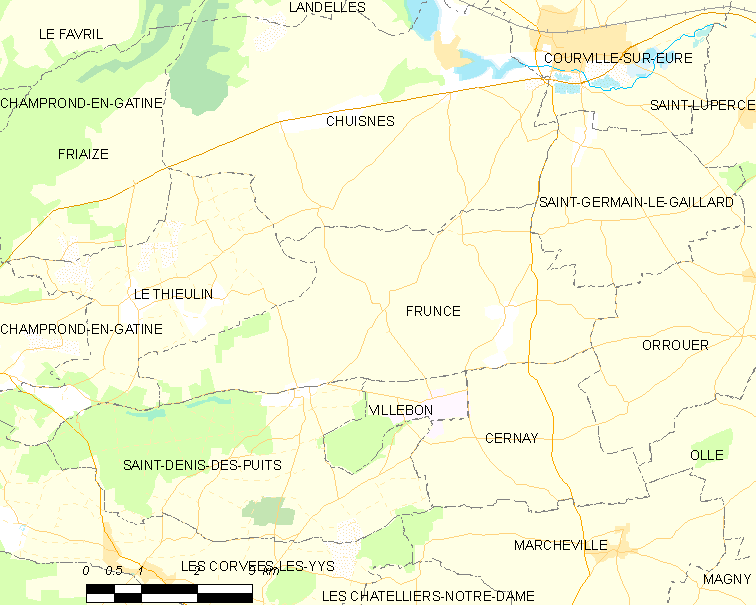
弗兰塞的OSM定位图

弗兰塞的时区为UTC+01:00、UTC+02:00（夏令时）。

## 行政
弗兰塞的邮政编码为28190，INSEE市镇编码为28167。

## 政治
弗兰塞所属的省级选区为伊利耶孔布赖县。

## 人口

1962-2008年间弗兰塞人口变化图示

弗兰塞于2022年1月1日时的人口数量为378人。